# Tambomachay
Tambomachay è un sito archeologico associato all'Impero Inca, situato vicino a Cusco, in Perù.
È costituita da una serie di acquedotti, canali e cascate che attraversano le rocce terrazzate. La funzione del sito è incerta: forse era usato come avamposto militare che custodiva alcune cose, oppure era un centro termale riservato ai sovrani.

## Galleria d'immagini

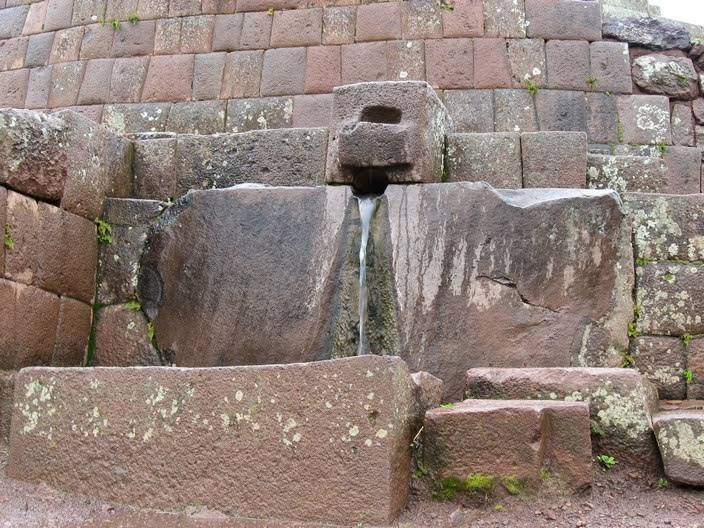
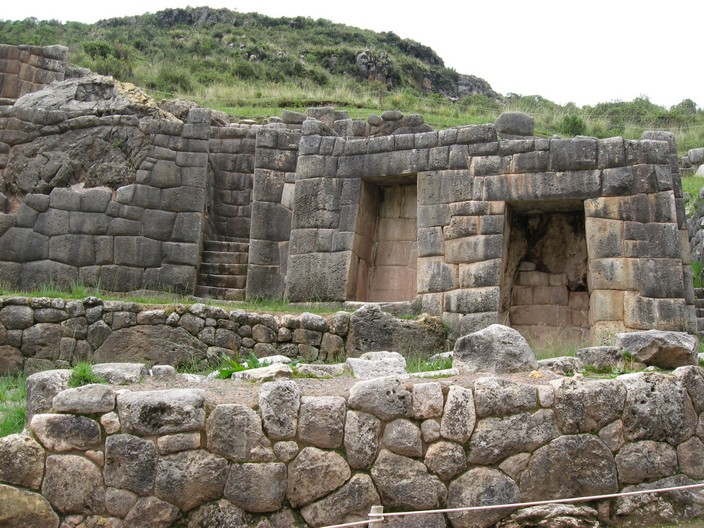
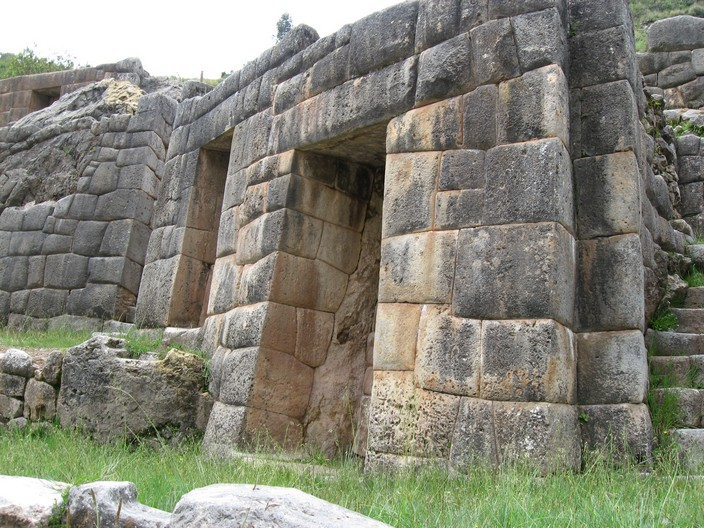
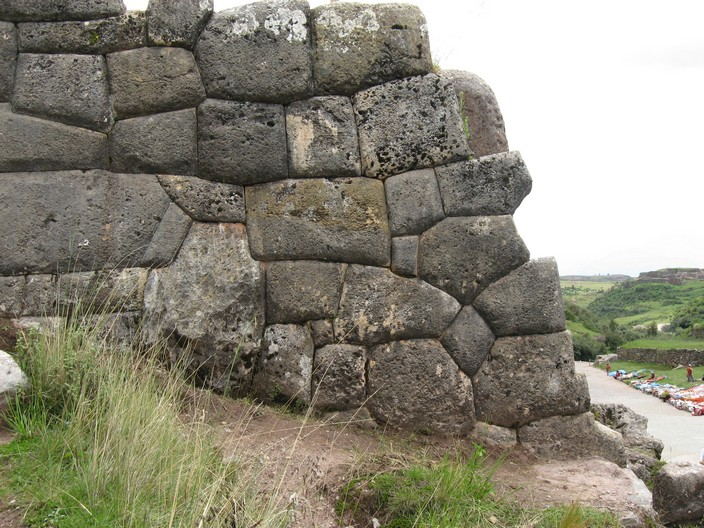
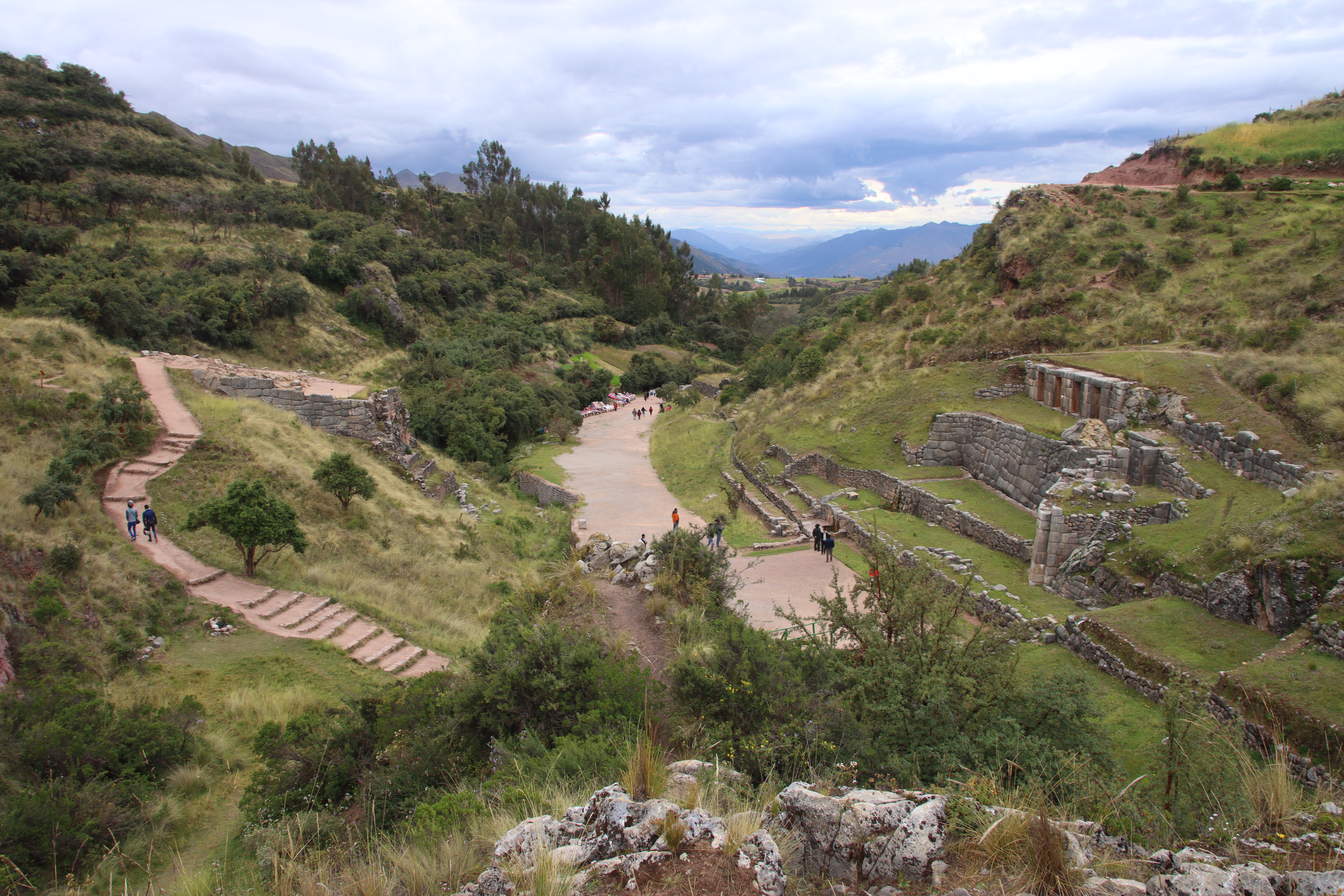
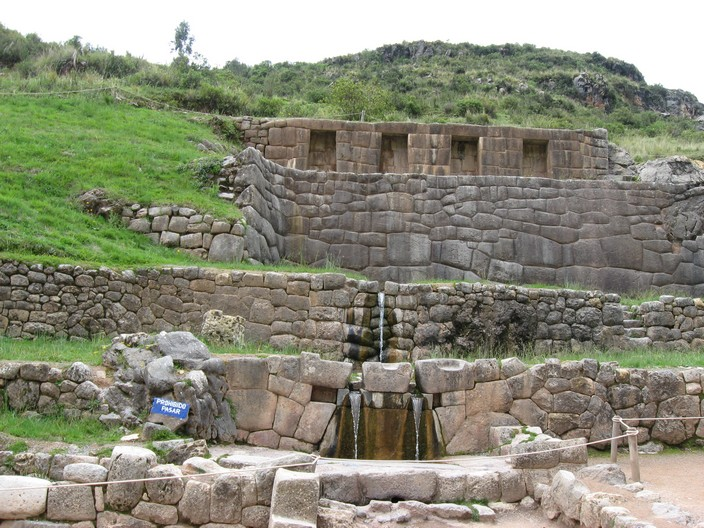